# Duce

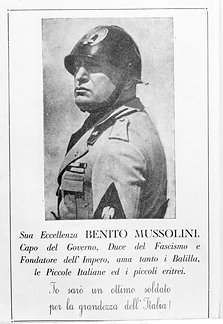
Benito Mussolini jako Duce

Duce je italský výraz odvozený z latinského dux, v překladu znamená „průvodce“, „vůdce“.

## Původ
Ve starší italštině byl výraz duce několikrát použit v 19. století propagandou italského národního obrození, například v souvislosti s působením Giuseppeho Garibaldiho a později také Gabrieleho d'Annunzia v období Italského regentství Carnaro.
Během první světové války bylo zvykem v propagandistické rétorice označovat krále Viktora Emanuela III. jako duce supremo (nejvyšší vůdce) jakožto nejvyššího velitele ozbrojených sil. Toto oslovení krále Viktora Emanuela III. se nachází také v Bollettino della Vittoria, po zakončení bojů s rakousko-uherskou armádou z roku 1918.

## Přenesený význam
Poté titul Duce přešel jako označení Benita Mussoliniho, což se později obecně vžilo v běžné a propagandistické mluvě a získalo zvláštní význam. Analogicky k termínu duce, v době mezi dvěma světovými válkami, se podobné definice připisují také dalším evropským diktátorům jako například Führer pro Adolfa Hitlera v nacistickém Německu, Caudillo pro Francisca Franca ve Španělsku, Conducător pro Iona Antonesca v Rumunsku (což po něm převzal Nicolae Ceaușescu), nebo poglavnik pro Anteho Paveliće v Nezávislém chorvatském státě. 